# Dubbelpion (televisieserie)
Dubbelpion was een 13-delige Nederlandse televisieserie die van 21 januari 1982 tot 15 april 1982 werd uitgezonden door de KRO. 
De serie werd geschreven door Hugo Heinen en geregisseerd door Jan Keja. Dorien Vreelandt wordt gespeeld door Heleen Rebel en Ralph Schicha speelt de rol van Zdenek Slansky. Acteur Ferd Hugas werd uit de serie De Poppenkraam geschreven, zodat hij in deze serie de rol van KGB agent kon spelen. 

## Beschrijving
Dubbelpion was een wekelijkse dertiendelig televisiedrama uitgezonden door de KRO op donderdag "voor mensen van acht tot tachtig". Het werd geschreven door Hugo Hemen, geregisseerd door Jan Keja en geproduceerd door Carl Tewes. Dubbelpion is eigenlijk een Romeo en Julia-verhaal met het IJzeren Gordijn als barrière. Liefde, spanning en avontuur tegen de achtergrond van de Koude Oorlog zijn daarin de belangrijkste ingrediënten van Dubbelpion. De Nederlandse studente Dorien Vreelandt ontmoet tijdens een schaaktoernooi de jonge Tsjechische schaakgrootmeester Zdeňek en ze worden verliefd. Door haar merkt hij dat zijn vrijheid beperkt is. Door de Tsjechische veiligheidsdienst wordt hij in de gaten gehouden omdat hij wordt verdacht van westerse sympathieën. Door de Nederlandse autoriteiten wordt hij verdacht van spionage voor de communisten. Met Dorien bedenkt hij een plan om naar het westen te vluchten.
Het idee voor Dubbelpion komt van toenmalig tennisser Martin Simek, die in 1968 zelf uit Tsjechoslowakije vluchtte. Behalve het idee, leverde Simek de makers van de serie ook adviezen en speelt hij in de serie een KGB-agent. Schaakmeester Hans Böhm, zorgde dat alle schaakscènes juist gespeeld zijn en speelt zelf ook een kleine rol in de serie. De naam is afgeleid van de schaakterm dubbelpion en tegelijkertijd een verwijzing naar dubbelspion.

## Het verhaal
Dorien Vreelant woont in Amsterdam, waar zij af en toe voor een plaatselijke krant schrijft. Als de jonge, aantrekkelijke en briljante Tsjechoslowaakse schaker Zdeňek Slansky in de hoofdstad een toernooi speelt, doet zij mee aan een simultaanwedstrijd en bij die ontmoeting probeert Dorien hem over te halen voor een interview. Zeer tegen de zin van zijn Tsjechoslowaakse begeleiders gaat Zdeňek op de uitnodiging in. Het interview leidt tot een soort vraaggesprek dat onvoorzien uit de hand loopt. Zdeňek loopt bijna een belangrijke wedstrijd die hij in de RAI moet spelen mis. Naderhand ontvangt Dorien van een berichtje, waarin Zdeňek zegt binnenkort in Brussel te spelen en dat hij graag wil dat zij hem daar ontmoet. Bij die ontmoeting komt het niet tot een gesprek, in plaats daarvan wordt Dorien als koerierster ingeschakeld tussen Zdeňek en ene professor Greefe, die bezig is een nieuw geavanceerd programma te ontwikkelen voor schaakcomputers. Na Brussel speelt Zdeňek in Parijs en ook daar probeert Dorien met hem in contact te komen, alweer zonder veel resultaat. Zonder te weten of Zdeňek eigenlijk wel betrouwbaar is, zoekt ze hem op in Düsseldorf. Daar probeert Zdeňek haar een nieuw pakket papieren toe te spelen, maar dat mislukt. Zijn Tsjechoslowaakse bewakers hebben argwaan gekregen en achtervolgen het duo door de stad. Alhoewel Zdenek wordt gepakt, weet Dorien aan ze te ontsnappen. De contacten en verwikkelingen hebben hun invloed op het tweetal: ze zijn verliefd op elkaar geworden. Dorien weet dat Zdeňek in moeilijkheden zit: hij wordt „weggehouden”. Ze besluit alles op alles te zetten om hem te helpen. Inmiddels heeft ze de geheimzinnige heer Mitnach ontmoet, een man die een duistere rol speelt in de internationale schaakwereld en die met professor Greefe bepaalde banden blijkt te hebben. Na een vertwijfelde oproep van Zdeňek besluit Dorien om hem Tsjechoslowakije uit te smokkelen. Daarom neemt Dorien vlieglessen. 

## Productie
Onder regie van Jan Keja werden de opnamen voor Dubbelpion tussen eind augustus en begin november 1981 onder meer gemaakt in Amsterdam, Brussel, Parijs, Düsseldorf, Beek, Budel, Amersfoort en de omgeving van Apeldoorn. De hoofdrollen werden vertolkt door de twintigjarige Heleen Rebel als Dorien Vreelant en de dertigjarige Duitse acteur Ralph Schicha als Zdeňek Slansky. Heleen was door Jan Keja en Carl Tewes uit niet minder dan 700 meisjes, die naar deze rol gesolliciteerd hadden, voor deze rol gekozen. Dubbelpion was haar debuut voor de camera’s.

## Rolverdeling

### Hoofdpersonages
| Personage                 | Acteur/actrice                             |
| ------------------------- | ------------------------------------------ |
| Zdeňek Slansky            | Ralph Schicha                              |
| Dorien Vreelandt          | Heleen Rebel                               |
| Professor Greefe          | Jan Retèla                                 |
| Marja (Assistente Greefe) | Karin Meerman                              |
| Sofie                     | Ingeborg Elzevier                          |
| Kanselier                 | Peter Aryans                               |
| Secretaris                | Eric van Ingen                             |
| Mitnoch                   | Karel Guttman                              |
| Assistenten kanselier     | Eric Besseling, Hugo Koolschijn            |
| Jack Thijsse              | Kees Brusse                                |
| Hins                      | Sacco van der Made                         |
| Marc                      | Guus van der Made                          |
| KGB agenten               | Martin Šimek, Dimitri Rafalsky, Ferd Hugas |

## Makers
| Rol            | door                |
| -------------- | ------------------- |
| Scenario       | Hugo Heinen         |
| Regie          | Jan Keja            |
| Camera         | Rob van der Drift   |
| Muziek         | Dick Bakker         |
| Adviezen       | Martin Šimek        |
| Schaakadviezen | Hans Böhm, Max Euwe |
| Productie      | Carl Tewes          |
| Decors         | Jaap Binnerts       |

## Afleveringen
| Aflevering | Titel                 | Uitzenddatum     |
| ---------- | --------------------- | ---------------- |
| 1          | Simultaan             | 21 januari 1982  |
| 2          | De lege stoel         | 28 januari 1982  |
| 3          | De maniac IV          | 4 februari 1982  |
| 4          | De code               | 11 februari 1982 |
| 5          | Een ontmoeting        | 18 februari 1982 |
| 6          | Solo                  | 25 februari 1982 |
| 7          | Mariënbad             | 4 maart 1982     |
| 8          | Tussenspel            | 11 maart 1982    |
| 9          | Tussen hemel en aarde | 18 maart 1982    |
| 10         | De Slansky variant    | 25 maart 1982    |
| 11         | Winst of verlies      | 1 april 1982     |
| 12         | Wodka en kaviaar      | 8 april 1982     |
| 13         | Eindspel              | 15 april 1982    |